# Port Glasgow Athletic Football Club
El Port Glasgow Athletic Football Club fue un club de fútbol de Escocia, con sede en Port Glasgow. Fue fundado en 1878 y desapareció en 1912.

## Historia
El Port Glasgow Athletic nació en 1880 en la localidad de Port Glasgow. Port Glasgow es una localidad costera situada en el Firth of Clyde que actualmente cuenta con algo menos de 20.000 habitantes. Su nombre se debe a que se desarrolló en el siglo XVII como puerto de mar de la ciudad de Glasgow, de la que dista unos 20 km.
El club de fútbol nació en 1880 con el nombre de Broadfield FC, llevando el nombre de uno de los barrios de la localidad, aunque solo un año más tarde pasó a denominarse Port Glasgow Athletic F.C..
El Port Glasgow jugó durante una temporada en la Scottish Football Alliance (1891-2) y otra temporada disputando únicamente partidos de Copa y amistosos (1892-3). De cara a la temporada 1893-4 se adhirió de nuevo a la Scottish Football Alliance, pero esta se disolvió integrándose en la Scottish Football Association como la competición de Segunda división escocesa. El Port Glasgow jugó durante casi una década en dicha competición. En su primera temporada en segunda recibieron una sanción de 7 puntos por alinear un jugar de manera no reglamentaria, sanción que es el récord del fútbol escocés.
En 1902 el Port Glasgow Athletic ganó la Liga de Segunda división y fue elegido para ascender por los restantes clubes de Primera. El club se mantuvo a duras penas durante 8 temporadas en la Primera división escocesa (1902-10), siendo un equipo amateur la mayor parte de las temporadas. En 1910 tras quedar últimos clasificados de Primera división fueron relegados por los votos de los restantes clubes. Jugaron una temporada más en la Segunda división escocesa (1910-11) y posteriormente otra temporada más en la Scottish Football Union, una competición regional. En 1912 echaron el cierre como club.
Durante estos años llegó a jugar dos semifinales de la Copa de Escocia, en 1899 y 1906. En la edición de 1906 llegó a eliminar a los Glasgow Rangers en cuartos de final.
El jugador más conocido de la historia de Port Glasgow Athletic fue Gladstone Hamilton, el único jugador que llegó a ser internacional escocés cuando militaba en el Port. Jugó como extremo derecho para Escocia en la victoria de esta por 1-0 frente a Irlanda en 1906 en Dublín. Dos hermanos suyos también fueron internacionales, pero jugando en el Queen's Park FC. Posteriormente Hamilton jugaría en el Brentford inglés.

### Tras la desaparición
Su testigo lo recogió el Port Glasgow Athletic Juniors F.C., club fundado en 1896 como filial del Port Glasgow Athletic para competir en el fútbol junior (aficionado) escocés. El Port Glasgow junior fue un exitoso club junior llegando a ganar el campeonato junior de Escocia en 5 ocasiones. Este equipo desapareció en 1938 al no encontrar un terreno de juego en Port Glasgow. Después de la guerra se formó otro equipo junior, el actual Port Glasgow Juniors F.C., que es el principal representante del fútbol de esta localidad.

## Uniforme
El equipo jugaba de negro. Se cree que su apodo de los enterradores (the undertakers) se debía a este hecho, aunque hay una versión que cuenta que el apodo se debió a que uno de sus fundadores y primeros patrocinadores era el director de la funeraria local. Luego el club cambió a camiseta blanca y pantalones azules.

## Estadio
- Devol Farm: campo originario del equipo.
- Clune Park: segundo estadio del club. Estaba situado en la Glasgow Road. Estaba compartido con el Port Glasgow Athletic Juniors FC y este equipo lo heredó cuando desapareció el equipo senior.

## Palmarés

### Torneos nacionales
- Segunda División de Escocia (1): 1901-02

- Datos: Q2778613